# 광나루로
광나루로는 서울특별시 성동구 성수동1가에서 광장동의 한강 경계지점인 올림픽대교 중간 부분까지 연결하는 도로로, 총 연장은 6.254 km이다. 도로의 명칭이 유래된 것은 옛날에 광나루가 있었던 곳을 연결하는 도로에서 따왔다. 형식적으로 이 도로는 서울특별시도 노선상 안내용은 60번을, 관리용은 48번을 각각 부여받은 상태이다. 다만 올림픽대교를 건널 경우에는 강동대로와 직결되며, 이 도로를 통해 강동구 둔촌동까지 연결되면 서하남로까지 계속 이어진다.

## 역사
- 2009년 7월 10일 : 도로명으로 광나루로를 고시

## 주요 경유지
- 성동구
  - 성수1가동 - 성수2가동/송정동(북부 한정)
- 광진구
  - 화양동·능동 - 구의동·광장동

## 접촉하는 도로
- 뚝섬로
- 고산자로 (서울특별시도 제30호선)
- 서울숲길
- 왕십리로 (서울특별시도 제48호선)
- 상원길
- 성수일로
- 성수이로
- 동일로 (국도 제47호선, 서울특별시도 제32호선)
- 능동로 (서울특별시도 제405호선)
- 자양로 (서울특별시도 제31호선)
- 구의로
- 워커힐로
- 아차산로 (서울특별시도 제3107호선)
- 강변북로 (국도 제46호선)
- 강동대로 (직결, 서울특별시도 제48호선)

## 통과하는 교량
- 올림픽대교

## 철도 연계역
- ● 서울 지하철 7호선 : 어린이대공원역